# Calliopum scutellata
Calliopum scutellata är en tvåvingeart som beskrevs av Charles Howard Curran 1926. Calliopum scutellata ingår i släktet Calliopum och familjen lövflugor.
Artens utbredningsområde är Puerto Rico. Inga underarter finns listade i Catalogue of Life.